# Pungging (Pungging)
Pungging is een bestuurslaag in het regentschap Mojokerto van de provincie Oost-Java, Indonesië. Pungging telt 7306 inwoners (volkstelling 2010).